# Maartje van de Wetering
Pour les articles homonymes, voir Van de Wetering.
 (novembre 2018).
Si vous disposez d'ouvrages ou d'articles de référence ou si vous connaissez des sites web de qualité traitant du thème abordé ici, merci de compléter l'article en donnant les références utiles à sa vérifiabilité et en les liant à la section « Notes et références ».
Maartje van de Wetering, née le 5 novembre 1985 à Bois-le-Duc, est une actrice néerlandaise.

## Filmographie

### Cinéma
- 2008 : Zomerhitte (nl)
- 2009 : Het leven uit een dag (nl)
- 2010 : Köfte
- 2013 : Daglicht (nl)
- 2015 : Mannenharten 2 (nl)
- 2016 : Waldstille de Martijn Maria Smits : Tinka[2]
- 2017 : Ron Goossens, Low Budget Stuntman de  Steffen Haars et Flip van der Kuil : Angela[3]
- 2018 : Cobain de Nanouk Leopold : Nora[4]

### Séries télévisées
- 2012 : Divorce (nl)[5]
- 2015 : Celblok H (nl)
- 2016–2022 : Flikken Rotterdam (nl).

### Téléfilm
- 2016 : Flikken Rotterdam de Pierre De Clercq : Esther Wegereef-Siebelink[6]